# 강혜린
강혜린(2014년 12월 29일 ~ )은 대한민국의 배우이다.

## 드라마
- 2023년 JTBC 주말 미니시리즈 《킹더랜드》
- 2023년 SBS 목요 미니시리즈 《국민사형투표》
- 2024년 tvN 토일 미니시리즈 《사랑은 외나무다리에서》 ... 어린 윤지원 역 (정유미, 오예주 아역)
- 2024년 ~ 2025년 KBS1 저녁 일일연속극 《결혼하자 맹꽁아!》 ... 어린 맹공희 역 (박하나 아역)

## 영화
- 2024년 영화 《목스박》 ... 아기동자 역